# Spilosoma subtestacea
Spilosoma subtestacea är en fjärilsart som beskrevs av Rothschild 1910. Spilosoma subtestacea ingår i släktet Spilosoma och familjen björnspinnare. Inga underarter finns listade i Catalogue of Life.